# Nikola Uhlířová
Nikola Uhlířová je vítězka soutěže krásy Miss Face Czech Republic, kterou vyhrála 31. října 2016 a titul držela do konce září 2017. Stala se také reprezentantkou České republiky na světové soutěži krásy Miss Grand International 2017, kde obsadila 5. místo a získala tak titul 4. vicemiss.
Nikola Uhlířová vyrůstala v Bašce a studovala na gymnáziu a SOŠ ve Frýdku-Místku, kde maturovala v roce 2017.